# Spišské Podhradie
Spišské Podhradie (deutsch Kirchdrauf, älter auch Kirchdorf; ungarisch Szepesváralja; polnisch Spiskie Podgrodzie) ist ein Städtchen im Norden der Slowakei in der Zips und unmittelbar unter der gleichnamigen Burg Zips gelegen.
Die Zipser Burg, das Zipser Kapitel und Žehra zählen zum UNESCO-Weltkulturerbe. Die Stadt ist Sitz des römisch-katholischen Bistums Spiš, dessen Bischofskirche die Kathedrale des heiligen Martin ist.

## Stadtgliederung
Die Stadt besteht aus 2 Katastergebieten:
1. Spišské Podhradie (deutsch Kirchdrauf) mit dem Stadtviertel Spišská Kapitula (1948 eingemeindet; deutsch Zipser Kapitel)
2. Katúň (1991 eingemeindet; deutsch Kattaun)

## Geschichte
Der Ort wurde 1249 zum ersten Mal schriftlich erwähnt und bekam 1412 das Stadtrecht. In der Stadt befindet sich das ehemalige Kloster der Barmherzigen Brüder.
Seit 1948 zählt zu dem Ort das Spišská Kapitula (deutsch Zipser Kapitel, ungarisch Szepeshely). Einst Sitz der Zipser Propstei und des 1776 errichteten Bistums, war der zwischen 1662 und 1665 ummauerte Ort gleichzeitig Wohnstatt für die Bediensteten des Klerus. Die 1245 errichtete zweitürmige Martinskathedrale bildet den Mittelpunkt des Ortes, der 1950 zum Stadtdenkmal erklärt wurde.

### Bevölkerungsentwicklung
| Jahr                | 1994 | 2004    | 2014    | 2024    |
| ------------------- | ---- | ------- | ------- | ------- |
| Anzahl der Personen | 3665 | 3872    | 4035    | 3730    |
| Unterschied         |      | +5,64 % | +4,20 % | −7,55 % |

| Jahr                | 2023 | 2024    |
| ------------------- | ---- | ------- |
| Anzahl der Personen | 3754 | 3730    |
| Unterschied         |      | −0,63 % |

=

## Umgebung

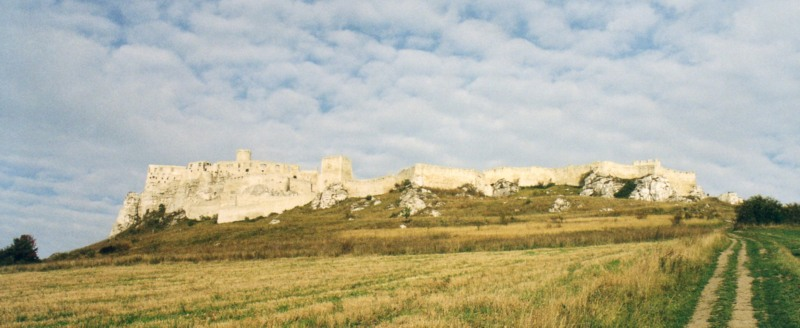
Die Zipser Burg (2003)

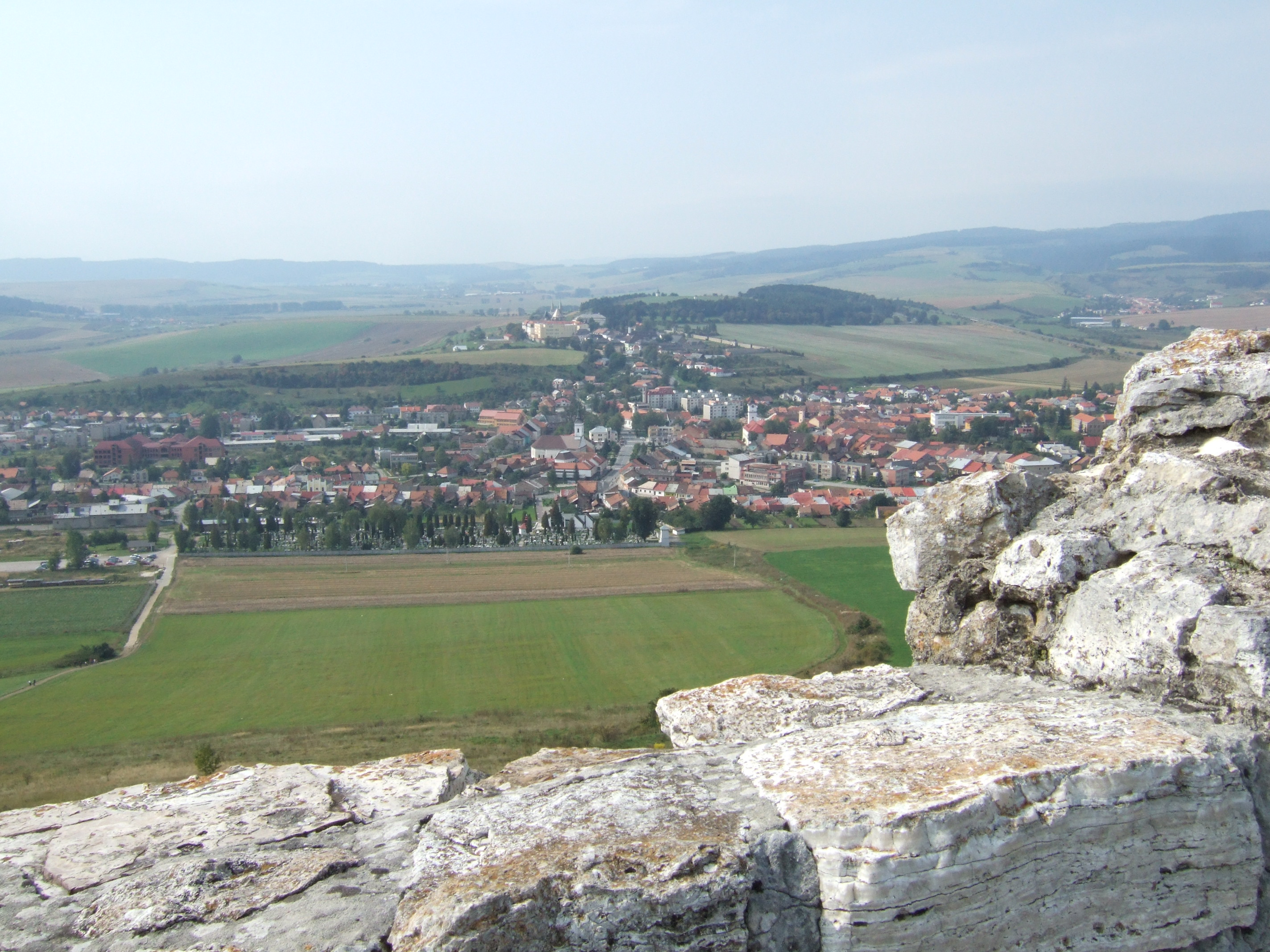
Blick von der Zipser Burg auf die Stadt

Auf der gegenüber liegenden Seite des Tales, in dem sich das Städtchen Kirchdrauf befindet, liegt die riesige Zipser Burg (Spišský hrad).
In der Umgebung der Stadt befinden sich die Travertinfelsen Dreveník, die wegen ihrer Einzigartigkeit 1925 zum nationalen Naturschutzgebiet erklärt wurden.
Im nationalen Naturschutzgebiet Sivá Brada (Silberbart) befindet sich ein schwach tätiger Kaltwassergeysir unterhalb eines Hügels mit einer barocken Kapelle. Das Wasser ist kalk- und schwefelhaltig und nicht besonders wohlschmeckend.
Das Nachbardorf Žehra (Schigra) gehört zu den ältesten Zipser Gemeinden. Die 1245 errichtete Kirche mit gotischen und romanischen Elementen ist im Innern mit wertvollen Fresken ausgestattet.

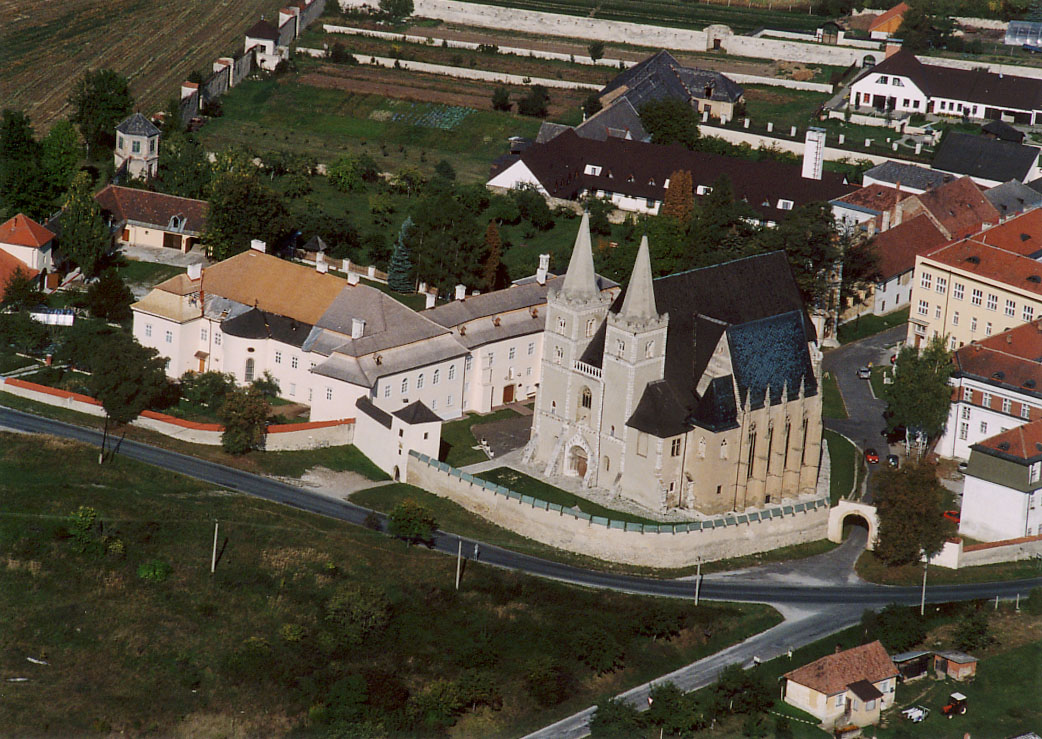
Blick auf die Martins-Kathedrale

## Persönlichkeiten
- Meister von Kirchdrauf (um 1480/90 bezeugt), Maler der Spätgotik, malte die Altartafeln für den Hochaltar der Kirche St. Martin
- Alfons Czibulka (1842–1894), Militärkapellmeister und Komponist
- Giovanni Tommaso Neuschel (1780–1863), ungarischer Geistlicher
- Kornel Schimpl (1907–1985), Dirigent, Musikpädagoge und Komponist
- Ján Šimbracký (um 1600–1657), Organist und Komponist
- Johann Steller (1768–1857), evangelisch-lutherischer Theologe